# South Rim Trail
Le South Rim Trail est un sentier de randonnée américain situé dans le comté de Park, au Wyoming. Long d'environ 2,8 kilomètres et s'étendant de Chittenden Bridge à Artist Point, il longe la rivière Yellowstone au sein du parc national de Yellowstone en ménageant des vues sur les chutes Yellowstone,. Il fait partie d'une boucle d'une dizaine de kilomètres. Il est classé National Recreation Trail depuis 1981.